# Star Strike
Star Strike (Collision d'étoiles pour certaines versions destinées aux marchés francophones) est un jeu vidéo de type shoot'em up développé par APh Technological Consulting, édité par Mattel Electronics, sorti en 1982 sur la console Intellivision, puis porté sur Atari 2600 par l'intermédiaire du label M Network. Il est inspiré de la séquence de l'attaque de l'Étoile noire du film La Guerre des étoiles dans laquelle Luke Skywalker et les pilotes rebelles naviguent dans une tranchée pour atteindre le point faible de l'arme impériale.
Le jeu utilise des innovations dans l'exploitation des capacités de la console, donnant une impression de vitesse de défilement et de vue en trois dimensions, ainsi qu'une scène de destruction de planète si réaliste qu'elle alimente à l'époque les débats concernant la violence dans les jeux vidéo.

## Synopsis
Des extra-terrestres cherchent à détruire la Terre avec leur arme ultime. Votre seule chance de sauver la planète est de piloter votre vaisseau dans un canyon étroit de leur station spatiale mobile pour y neutraliser les cinq silos à missiles avant que l'ennemi ne soit en position de faire feu.

## Développement
Glenn Hightower, cofondateur de APh Technological Consulting, a initialement l'idée d'un jeu vidéo basé sur la scène finale de La Guerre des étoiles dans les tranchées de l'Étoile de la mort. La description du projet alors confié au programmeur Hal Finney et au designer Tom Loughry est clairement celle d'un jeu de pilotage de chasseur de Star Wars se déroulant sur la station spatiale de l'Empire, impliquant des X-wing et des TIE. Le concept est présenté à George Lucas, mais Mattel n'arrive pas à un accord de licence. Loughry se résout alors à modifier le titre en Star Strike, et situer l'action dans la tranchée d'un « énorme et menaçant croiseur spatial » cherchant à anéantir une planète quelconque. Mais la référence au premier opus de la saga de science fiction n'échappera pas à la presse lors de la sortie du jeu,,
Le jeu utilise un système de pseudo 3D alors inédit sur console de salon pour donner une impression de profondeur et de vitesse de défilement. Les publicités dans la presse promettent alors de voir son salon « aller à 165 mph » (265 km/h).
Conséquence ou non de ces innovations, lors de la sortie du jeu, les détaillants signalent plusieurs clients se plaignant d'un bogue gelant l'écran lors de l'utilisation de la manette gauche. Plus de 11 % des cartouches Star Strike sont estimées défectueuses, ce qui amene Mattel à initier un programme d'échange de cartouches.
Les illustrations du packaging sont de Jerrol Richardson.

## Accueil
Jouissant d'une forte promotion, le titre est la meilleure vente de l'année 1982 de l'Intellivision, avec plus de 800 000 exemplaires écoulés.
Selon Electronic Games, « Star Strike est de loin le meilleur jeu spatial Intellivision depuis Space Battle ».
Une publicité télévisée mettant en scène George Plimpton fut très remarquée à l'époque, notamment le passage vantant l' « effet visuel le plus excitant : la destruction totale d'une planète » qui alimenta les débats concernant l'apologie de la violence dans les jeux vidéo.
En 1983, la cartouche se distingue par sa « multi-dimensionnalisé et la perspective de renaissance » et reçoit un prix du mérite, lors des premiers Video ARTcade Awards sponsorisés par la Corcoran Gallery and School of Art, derrière le lauréat Advanced Dungeons and Dragons: Cloudy Mountain.

## Héritage
Star Strike est présent, émulé, dans la compilation Intellivision Lives! (en) sortie sur diverses plateformes ainsi que dans A Collection of Classic Games from the Intellivision sortie sur PlayStation.
Star Strike fait partie des jeux intégrés dans la console Intellivision Flashback, sortie en 2014, et dans l'Atari Flashback Portable.
Le 30 juin 2010, Star Strike est ajouté au service Game Room (en) de Microsoft, accessible sur Xbox 360 et PC.
En 2018, une adaptation du titre est annoncée sur dans le line-up de lancement de la future console Intellivision Amico,.
En mai 2022, la cartouche Intellivision Collection 2 porte douze titres de l'Intellivision, dont Star Strike, sur les consoles Evercade.